# L'addestratore
L'addestratore è un romanzo scritto da Jeffery Deaver. Il libro è uno "stand-alone", ossia non fa parte di nessuna delle saghe che Deaver ha intrapreso con i propri personaggi più conosciuti.

## Trama
Ryan Kessler, un poliziotto frustrato con un'eccessiva propensione all'alcol e il grilletto facile. Joanna, sua moglie, una donna anonima e fin troppo riservata. Maree, la sorella di quest'ultima, affascinante e instabile, irresistibilmente attratta da uomini e situazioni a rischio.  Come nel più crudele dei reality, i tre si ritrovano rinchiusi in un luogo inaccessibile e segreto, mentre un cacciatore di informazioni professionista, l'efferato e implacabile Henry Loving, tenta con ogni mezzo di rintracciarli per estorcere loro i dati riservati richiesti da una misteriosa “Fonte”. Ben presto, però, nella struttura sorvegliata che dovrebbe garantire la protezione dei tre innocenti – o presunti tali – si risvegliano vecchi rancori e verità inattese cominciano ad affiorare. Chi è davvero la Fonte? Un prete sospetto che usa i risparmi dei suoi sprovveduti fedeli per finanziare il terrorismo islamico? Un senatore repubblicano in corsa per le prossime presidenziali? O un pericoloso psicopatico già amante di Maree? E ancora, che cosa sa Amanda, la figlia diciassettenne del poliziotto Ryan? È possibile che sia lei il vero obiettivo di Loving? Corte, l'agente federale incaricato di gestire il programma di protezione, che con Loving ha in sospeso una partita personale, per incastrarlo si affida alle sofisticate risorse tecnologiche di un'agenzia di sicurezza governativa. E parallelamente, da appassionato di giochi di logica e di intelligenza, studia con ossessivo puntiglio le mosse del suo avversario, calandosi nei suoi panni per anticiparne affondi e strategie, e salvare così le vite umane che gli sono state affidate. Rinnovando in modo sorprendente e geniale la formula del thriller psicologico, Deaver conduce il lettore in un intricato labirinto di segreti e bugie, dove cacciatore e preda sono ruoli interscambiabili e la tensione cresce senza concedere tregua.

## Edizioni
- Jeffery Deaver, L'addestratore, Rizzoli, 2011, ISBN 978-88-17-05100-2.